# Riem Chochłow
Riem Wiktorowicz Chochłow (ros. Рем Ви́кторович Хохло́в, ur. 15 lipca 1926 w Liwnach, zm. 8 sierpnia 1977 w Moskwie) – radziecki fizyk, rektor Moskiewskiego Uniwersytetu Państwowego (1973–1977).

## Życiorys
W 1948 ukończył Moskiewski Uniwersytet Państwowy, 1951 został członkiem WKP(b), od 1952 pracował w Moskiewskim Uniwersytecie Państwowym. W 1965 został kierownikiem katedry procesów falowych, a w 1973 rektorem Moskiewskiego Uniwersytetu Państwowego; stanowisko to zajmował do końca życia. W 1966 został członkiem korespondentem, a w 1974 akademikiem Akademii Nauk ZSRR. Zajmował się problemami radiofizyki i radiotechniki, a także elektroniki kwantowej, akustyki i optyki. W 1962 przedstawił pierwszy parametryczny generator światła. 5 marca 1976 został członkiem Centralnej Komisji Rewizyjnej KPZR. Od 1974 deputowany do Rady Najwyższej ZSRR IX kadencji. Laureat Nagrody Leninowskiej (1970) i pośmiertnie Nagrody Państwowej ZSRR (1985). Pochowany na Cmentarzu Nowodziewiczym.
Jego synami są fizycy: Aleksiej Chochłow (ur. 1954) i Dmitrij Chochłow (ur. 1957).